# Jay Heaps
John F. Heaps IV, detto Jay (Nashua, 2 agosto 1976), è un dirigente sportivo, allenatore di calcio ed ex calciatore statunitense, di ruolo difensore, presidente del Birmingham Legion.

## Carriera

### Giocatore
Heaps inizia la propria attività agonistica nel calcio universitario alla Duke University tra il 1995 e il 1998. Dopo l'esperienza universitaria viene scelto dai Miami Fusion al  MLS College Draft del 1999 e , nello stesso anno, voene nominato MLS Rookie of the Year. Prima della stagione 2001 fu scambiato con i New England Revolution, rimanendo con i Rev's fino al 3 dicembre 2009, giorno del suo ritiro agonistico.

### Allenatore
Il 14 novembre 2011, Heaps è stato nominato head coach dei New England Revolution sostituendo Steve Nicol il cui contratto non è stato rinnovato. Dopo alcune annate altalenanti, con il raggiungimento della finale del 2014, nel 2017 viene sollevato dall'incarico di capo allenatore e sostituito dal vice Tom Soehn ad interim.

### Dirigente sportivo
Nel gennaio del 2018 la nuova franchigia USL dei Birmingham Legion Football Club lo sceglie come presidente e direttore generale.

## Palmarès

### Club

#### Competizioni nazionali
- MLS Supporters' Shield: 1

Miami Fusion: 2001
- Lamar Hunt U.S. Open Cup: 1

N.E. Revolution: 2007

#### Competizioni internazionali
- SuperLiga nordamericana: 1

N.E. Revolution: 2007